# Polo sur

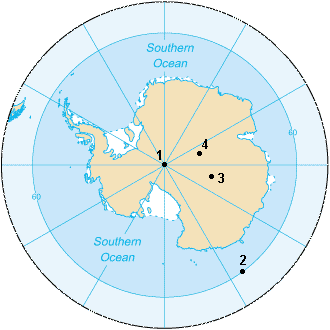

El polo sur, o más precisamente el polo sur geográfico, es el punto más austral de la superficie terrestre. Se halla opuesto al polo norte y ambos son atravesados por el eje de rotación del planeta. Su latitud es 90 grados sur y su longitud es indefinida e irrelevante. El polo sur se ubica en una planicie helada de una meseta de la Antártida sobre una capa de hielo de casi 3 km de espesor. El polo sur geográfico está muy apartado del polo sur magnético, el punto que señalan las brújulas magnéticas y que se halla por fuera del continente antártico.
El polo sur geográfico de un planeta se localiza en su extremo austral, equivalente a la latitud 90°S, donde convergen todos los meridianos. Se define como el lugar donde el eje de rotación se interseca con la superficie del planeta y son aplicables iguales observaciones que para el polo norte.
El primero en llegar a la región del Polo Sur fue el explorador noruego Roald Amundsen en 1911.

## Geografía

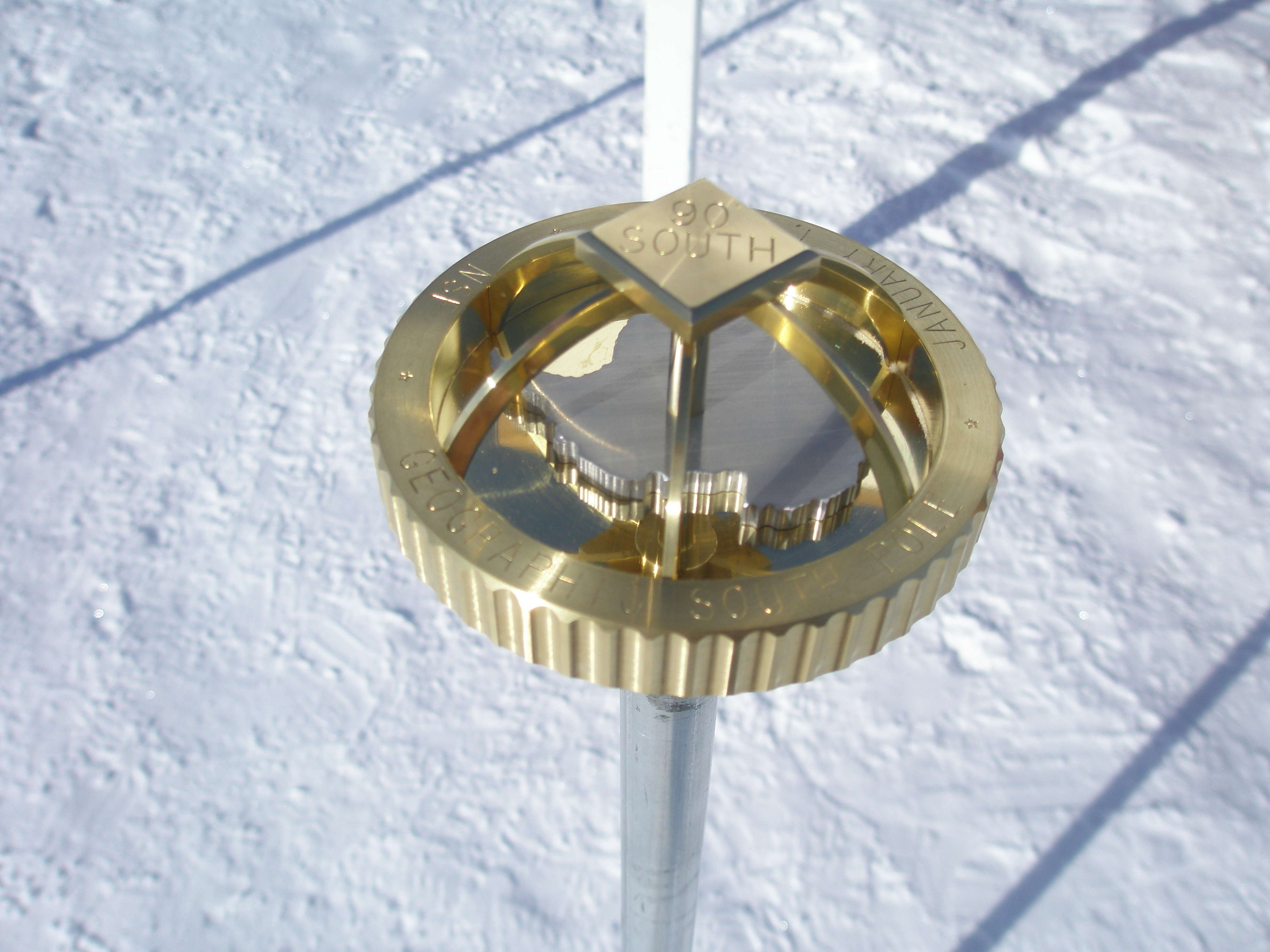
Marcador del polo sur

Las coordenadas geográficas del polo Sur se representan como 90° S, puesto que su longitud es irrelevante si bien a menudo se expresa como 0° O. Al polo Sur todas las direcciones miran hacia el norte. Por esta razón, las direcciones al polo se dan relativas a la "cuadrícula norte", que apunta hacia el norte a lo largo del meridiano de Greenwich.
El polo Sur geográfico está localizado en el continente de la Antártida (aunque esto no ha sido así siempre debido a la deriva de los continentes). Está sobre una altiplanicie glacial, monótono y castigado por el viento, a una altitud de 2.835 metros, a unos 1.300 km de la costa más cercana al estrechado de McMurdo. El hielo del polo tiene un grueso estimado de 2.700, así la superficie de la tierra bajo la capa de hielo es casi al nivel del mar.
La capa de hielo polar se mueve a una velocidad aproximada de 10 metros por año en una dirección entre 37° y 40° hacia el oeste de la cuadrícula norte, hacia el Mar de Weddell. Por eso, la posición de la estación y otros elementos artificiales relativos al polo geográfico se mueven gradualmente.
El polo Sur geográfico está identificado por un hito y una señal a la banquisa, que son recolocados anualmente cada fin de año para compensar el movimiento del hielo. La señal graba las fechas de llegada de Roald Amundsen (Expedición Amundsen) y Robert Falcon Scott (Expedición Tierra Nueva) seguido por una corta biografía de cada hombre. También muestra la elevación fijada en 2.835 metros.

### Polo Sur Ceremonial

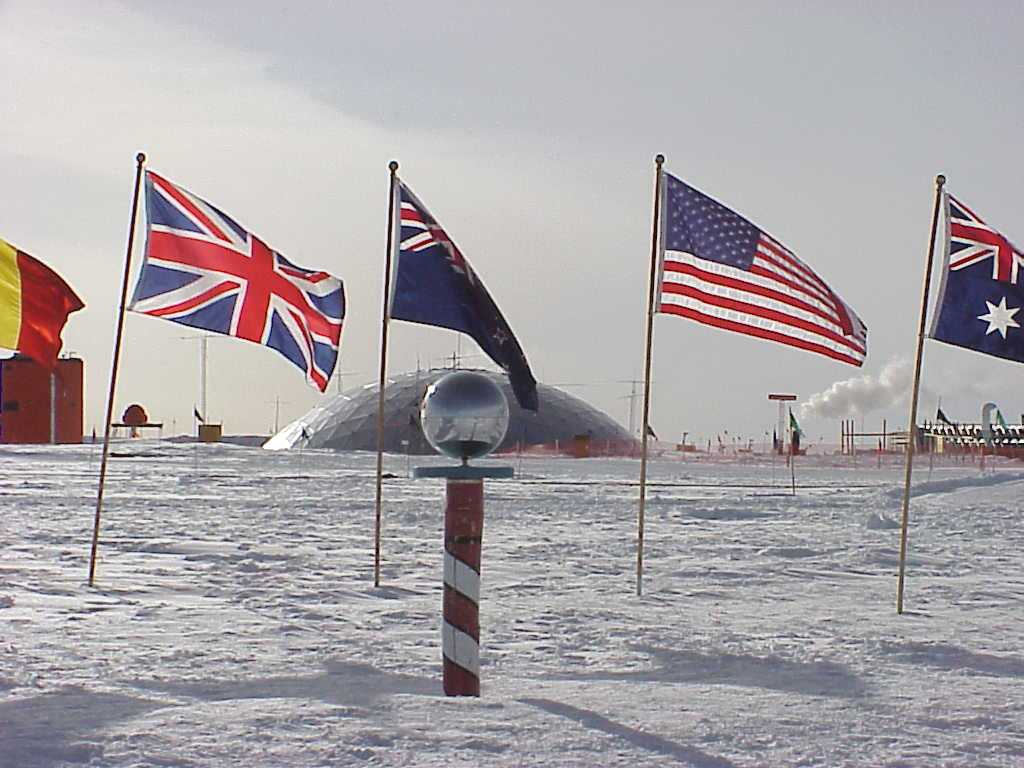
El Polo Sur Ceremonial junto a banderas de firmantes del Tratado Antártico.

El Polo Sur Ceremonial es un área en la Base Amundsen-Scott. Consiste de una esfera metálica en un pedestal junto con banderas de firmantes del Tratado Antártico. Se localiza a pocos metros del polo sur geográfico, que está marcado solamente por una señal y una estaca. La razón es que la capa de hielo se mueve 10 metros por año. La estaca se cambia de lugar cada año en Año Nuevo.

### Polo sur magnético
El polo sur magnético se define como el lugar donde el campo magnético del planeta es perpendicular a la superficie. Es un sitio cercano al polo sur geomagnético y al polo sur geográfico. En un sentido estrictamente magnético es un polo norte, hacia el cual apunta el polo sur de una brújula.
En la Tierra se ubicaba, en 2007, a 64°29′S 137°41′E / -64.483, 137.683; aunque varía constantemente, llegando a cambiar su posición en el planeta, circunstancia que se ha dado en numerosas ocasiones como consecuencia de las propiedades del campo magnético terrestre.
El 16 de enero de 1909, tres hombres, Douglas Mawson, Edgeworth David y Alistair Mackay, de la expedición Nimrod dirigida por Ernest Shackleton, aseguraron haber alcazado el polo sur magnético. Sin embargo, hay duda de si su localización fue la correcta.

### Polo sur geomagnético
El campo geomagnético terrestre puede ser aproximado por un dipolo inclinado, posicionado en el centro de la Tierra. El polo sur geomagnético es el punto donde el eje de este dipolo se interseca con la superficie de la tierra en el hemisferio sur. En 2005 se calculó que estaba localizado a 79°44′S 108°13′E / -79.733, 108.217, cerca de la Base Vostok. Como el campo no es un dipolo exacto, el polo sur geomagnético cambia de posición por la misma razón que el magnético lo hace.

### Polo sur de inaccesibilidad
El polo sur de inaccesibilidad es el punto del continente antártico más distante del océano Antártico y el más complicado de acceder.
Se localiza a 85°50′S 65°47′E / -85.833, 65.783. El polo fue alcanzado por primera vez el 14 de diciembre de 1958 por la 3.ª Expedición Antártica Soviética, dirigida por Yevgeny Tolstikov. La expedición estableció una base temporal en el lugar, la base Polyus Nedostupnosti, y otra estación de camino al polo, la Base Sóvetskaya (78°24′S 87°32′E / -78.400, 87.533), en uso entre el 16 de febrero de 1958 y el 3 de enero de 1959.
El polo sur de inaccesibilidad es más remoto y complicado de acceder que el polo sur geográfico. El 4 de diciembre de 2006, el Team N2i (Equipo N2i) se embarcó para lograr llegar sin asistencia mecánica. La expedición logró su cometido el 20 de enero de 2007.

## Exploración del polo sur geográfico

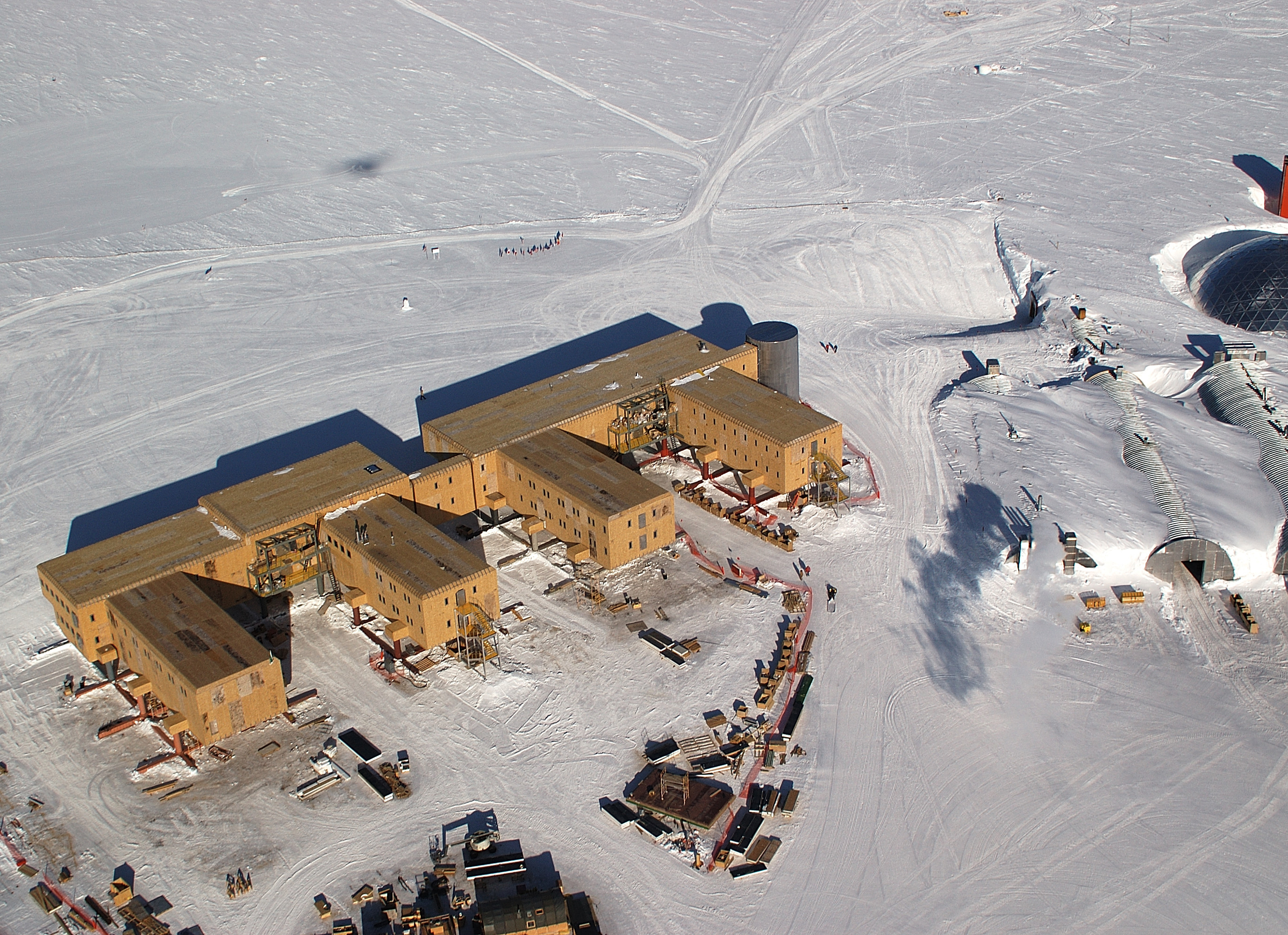
Base Amundsen-Scott en el Polo Sur. El Polo Sur Ceremonial y sus banderas pueden verse al fondo, un poco a la izquierda del centro de la imagen, junto a las roderas tras las edificaciones. El polo geográfico real está algunos metros más a la izquierda. Las construcciones se levantan sobre pilares para evitar que queden enterradas bajo la nieve y el hielo.

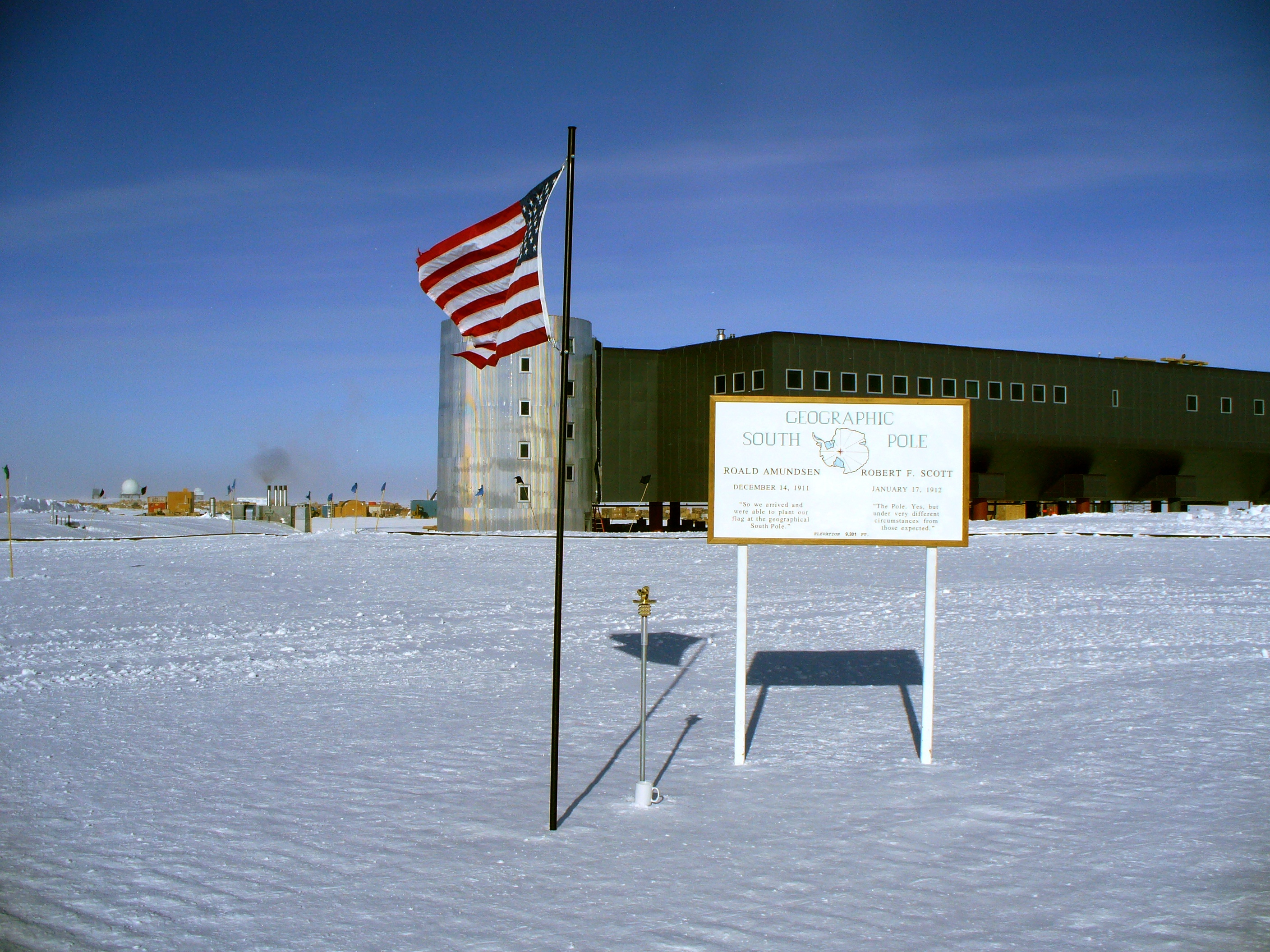
El punto exacto en donde se ubica el Polo Sur Geográfico y se encuentra únicamente una vara que es movida, cada año, para indicar el punto exacto donde cruza el eje de rotación terrestre.

El polo sur geográfico es definido como uno de los dos puntos donde el eje de rotación de la Tierra se interseca con su superficie (el otro punto es el polo norte geográfico). Sin embargo, el eje de rotación terrestre cambia a lo largo del tiempo, por lo que esta definición no es completamente precisa. El punto de proyección del polo sur geográfico a la esfera celeste da lugar al polo celeste sur.
En la Tierra está situado sobre la Antártida, a aproximadamente 2600 kilómetros del polo sur magnético. Está situado sobre una meseta llana, helada y ventosa a 2835 metros de altitud sobre el nivel del mar. Se estima que el espesor de la capa de hielo en el polo sur es de unos 2700 metros, con lo que el suelo de tierra estaría prácticamente a nivel del mar. El explorador noruego Roald Amundsen fue el primer hombre en llegar al lugar, el 14 de diciembre de 1911.
La masa polar de hielo se encuentra sobre un glaciar que se mueve 10 metros por año, por lo que la posición exacta del polo, relativa a la masa de hielo, cambia gradualmente con el tiempo. Un marcador del polo sur es reposicionado cada Día de Año Nuevo para reflejar esto.
Sin considerar las islas Sandwich del Sur, los países más cercanos al polo sur son Chile y Argentina. La ciudad más próxima es Puerto Williams, Chile (3895 km) y el punto del continente americano más cercano son las Islas Diego Ramírez, Chile. La base de investigación científica Amundsen-Scott, de los Estados Unidos, se encuentra situada prácticamente en el polo sur geográfico (89°59′51″ de latitud sur, a unos 270 metros). La distancia entre el polo norte y el polo sur geográficos (siguiendo la curvatura de la Tierra) es de unos 20 000 kilómetros.

### Expediciones

#### Antes de 1900
En 1820, varias expediciones afirmaron haber sido las primeras en haber avistado la Antártida, con la primera siendo la expedición rusa dirigida por Fabian Gottlieb von Bellingshausen i Mikhail Lazarev. La primera llegada a tierra fue probablemente poco más de un año después, cuando el capitán estadounidense John Davis, un cazador de focas, puso un pie en el hielo.
La geografía básica de la costa antártica no se comprendió hasta mediados y finales del siglo XIX. El oficial naval estadounidense Charles Wilkes afirmó (correctamente) que la Antártida era un nuevo continente, basando la afirmación en su exploración en 1839–40, mientras que James Clark Ross, en su expedición de 1839-1843, esperaba poder navegar hasta el Polo Sur. (no tuvo éxito).

#### 1900–1950
El primer ser humano en llegar al polo sur geográfico fue el noruego Roald Amundsen, con su grupo, el 14 de diciembre de 1911. Amundsen llamó a su campamento Polheim, y todo lo que rodeaba al polo, Haakon VII's Vidde, en honor al rey Haakon VII de Noruega. El competidor de Amundsen, el británico Robert Falcon Scott, llegó al polo un mes después. En el viaje de vuelta, Scott y sus cuatro compañeros murieron de hambre e hipotermia.
En 1914, el explorador irlandés Ernest Shackleton con su Expedición Imperial Transantártica decidió emprender su aventura de cruzar la Antártida pasando por el polo sur, pero el Endurance, su barco, quedó atrapado en la banquisa y se hundió once meses más tarde. Shackleton y todo su equipo sobrevivieron después de muchas vicisitudes.

#### 1950–actualidad
Richard Evelyn Byrd y su primer piloto Bernt Balchen se convirtieron en las primeras personas en sobrevolar el Polo Sur, el 29 de noviembre de 1929. Sin embargo, no fue hasta el 31 de octubre de 1956 cuando otro hombre pisó el polo otra vez, cuando un grupo liderado por George J. Dufek, de la Marina estadounidense, aterrizó en el avión de transporte militar R4D Skytrain (Douglas C-47 Skytrain). La Base Amundsen-Scott estadounidense fue establecida alrededor de 1956–1957, con motivo del Año Geofísico Internacional.
Luego de Amundsen y Scott, los siguientes en llegar al polo sur por tierra fueron Edmund Hillary, el (3 de enero de 1958), y Vivian Ernest Fuchs, el (19 de enero de 1958), con sus respectivos grupos, en el transcurso de la Expedición Transantártica de la Commonwealth. Hubo varias expediciones subsecuentes por tierra, incluyendo las de Antero Havola, Crary y Fiennes.
El 6 de enero de 1962 se realizó el primer vuelo argentino al polo sur de dos aviones de la Armada Argentina Douglas DC-3 al mando del entonces capitán de fragata Hermes Quijada, hecho que sorprendió a la opinión mundial ya que no se contaba en esos momentos con cartografía de la zona y por ende se desconocía la existencia de referencias en tierra que pudiesen facilitar la orientación durante el vuelo directo desde el continente.
En el verano de 1988-1989 el nivólogo chileno Alejo Contreras Steading llegó a pie al polo sur, antes estuvo 1980 llegando de otras formas.
La marcha a pie más rápida sin soporte al polo sur geográfico desde la costa duró 47 días, y fue hecha en 1999 por Tim Jarvis y Peter Treseder, quienes llevaron trineos que pesaban 200 kg, que contenían comida y combustible.
El viaje sin apoyo más rápido al Polo Sur Geográfico desde el océano es de 24 días y una hora desde la Entrada de Hércules y fue realizado en 2011 por el aventurero noruego Christian Eide, que batió el récord anterior en solitario establecido en 2009 por el estadounidense Todd Carmichael de 39 días y siete horas, y el récord del grupo anterior también establecido en 2009 de 33 días y 23 horas.
La caminata más rápida en solitario, sin apoyo y sin ayuda al polo sur por una mujer fue realizada por Hannah McKeand del Reino Unido en 2006. Hizo el viaje en 39 días, 9 horas y 33 minutos. Comenzó el 19 de noviembre de 2006 y terminó el 28 de diciembre de 2006.
En el verano 2011–12, expediciones separadas por el noruego Aleksander Gamme y los australianos James Castrission y Justin Jones colectivamente reclamaron la primera caminata sin apoyo sin perros o raquetas desde la costa antártica hasta el Polo Sur y viceversa. Las dos expediciones partieron de la Entrada de Hércules con un día de diferencia, con Gamme comenzando primero, pero completando según lo planeado los últimos kilómetros juntos. Como Gamme viajó solo, se convirtió simultáneamente en el primero en completar la tarea en solitario.
El 28 de diciembre de 2018, el capitán Lou Rudd se convirtió en el primer británico en cruzar la Antártida sin ayuda a través del polo sur, y en la segunda persona en hacer el viaje en 56 días. El 10 de enero de 2020, Mollie Hughes se convirtió en la persona más joven en esquiar hasta el polo, con 29 años.

#### Expedición Polo Sur sin límites
El 20 de enero de 2009, la expedición española Polo Sur sin límites llegó al polo sur. Era la primera vez en la historia que un grupo de personas con discapacidades físicas intentaba y conseguía llegar al polo sur avanzando por sus propios medios. Durante tres semanas recorrieron a pie los 250 kilómetros entre Patriot Hills y el polo sur sin ningún tipo de ayuda externa, arrastrando un trineo de 80 kg, a 3000 metros de altitud, y con vientos de hasta 300 km/h.
La expedición estaba formada por Jesús Noriega, un madrileño al que le falta una mano de nacimiento, Eric Villalón, deficiente visual, y Xavier Vallbuena, amputado femoral. Los acompañaban el guía Ignacio Oficialdegui y Ramón Larramendi, responsable de logística. El objetivo principal fue demostrar la capacidad de los discapacitados, que los límites no los impone el físico; los límites están en nuestra mente y, por tanto, superarlos está a nuestro alcance.
Más allá del componente de aventura y de deporte, Polo Sur sin límites incorporaba un reto científico, ya que se enmarcaba dentro del Año Polar Internacional, un ambicioso programa de investigación de las regiones polares en el transcurso de los 250 kilómetros entre Patriot Hills y el polo sur, una oportunidad única para conocer mejor las características de la Antártida. La expedición fue impulsada, gestionada y dirigida por Montse García, licenciada en Biología, que junto con el científico y profesor del ICM-CSIC Josep-Maria Gili desarrolló un proyecto científico y de divulgación pionero.

## Flora y fauna
Debido al clima excepcionalmente duro, no hay ninguna planta nativa ni animales en el polo Sur. Ocasionalmente, se han visto estercoráridos alguna vez en la zona. En 2000 se detectaron microbios viviendo en el hielo del polo Sur, aunque los científicos creen improbable hayan evolucionado en la Antártida.

## Visitas de jefes de Estado y de gobierno

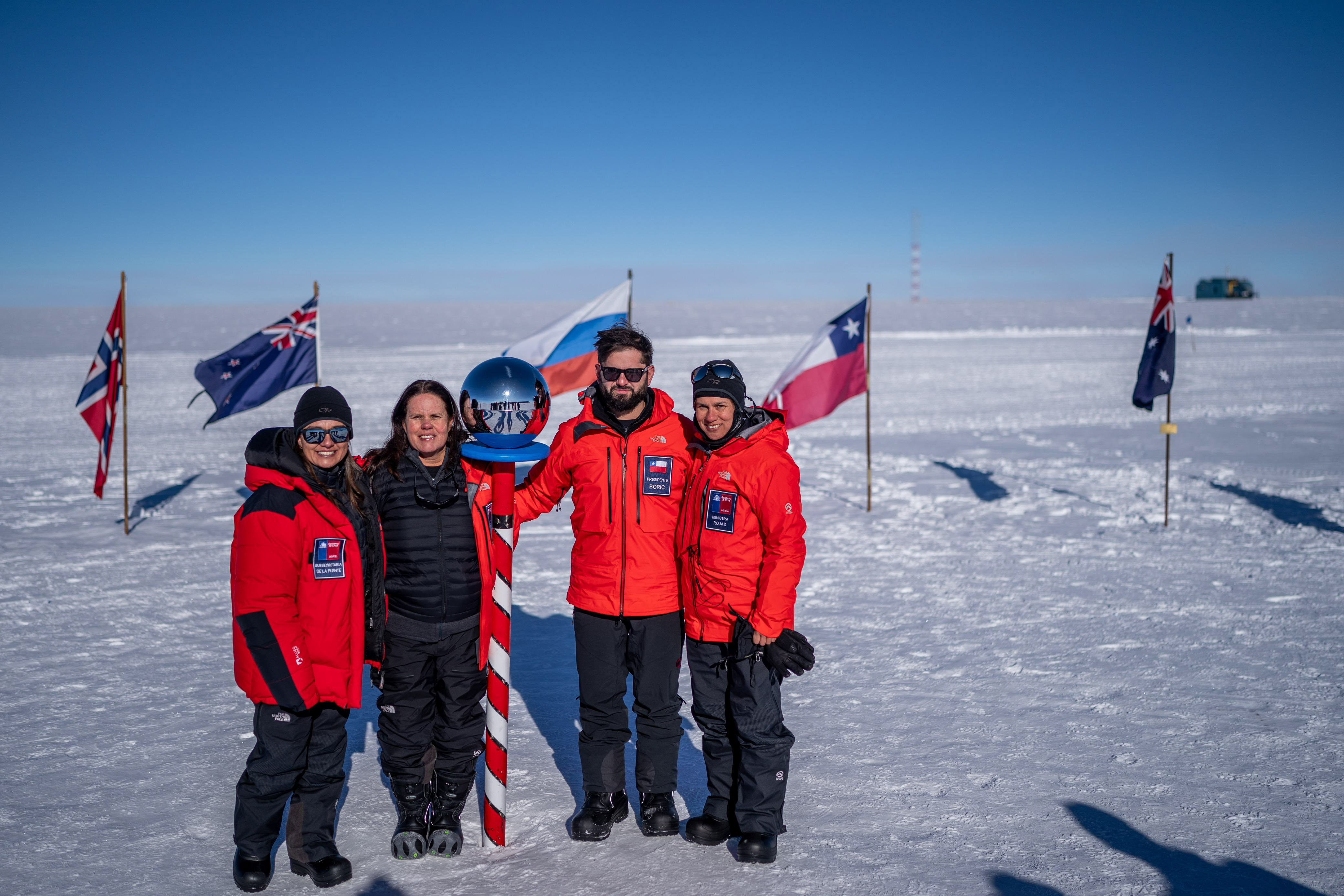
El presidente de Chile Gabriel Boric y su comitiva de visita en el Polo Sur en 2025.

El 3 de enero de 2025, el presidente chileno Gabriel Boric se convirtió en el primer jefe de Estado del mundo en pisar el polo sur y tercer jefe de Gobierno, siendo el primero de Iberoamérica. Anteriormente Helen Clark de Nueva Zelanda estuvo en 2007 y Jens Stoltenberg de Noruega en 2011.
El INACH tomó muestras del hielo de la zona para investigar sus niveles de contaminación, su director, el glaciólogo Gino Casassa formó parte de la expedición.

## Clima
Durante el invierno austral el polo sur no recibe luz solar en absoluto, y en el verano el Sol, sin embargo, está todo el tiempo en una posición baja en el cielo sobre el horizonte. Mucha de la luz solar que llega a la superficie es reflejada por la nieve. La falta de calor solar, combinada con la elevada altitud (3200 m), significa que el polo sur tiene uno de los climas más fríos del planeta. Las temperaturas en el polo sur son mucho menores que las del polo norte, primordialmente porque el polo sur se localiza a mayor altitud en medio de la masa continental, mientras que el polo norte está al nivel del mar en mitad del océano, el cual, a su vez, actúa como reserva de calor.
A mediados de verano, el Sol logra su elevación máxima a aproximadamente 23,5.º; las temperaturas en el polo sur son de alrededor de -25 °C. A medida que el día de seis meses va terminando y el Sol baja, las temperaturas también bajan, con temperaturas en la puesta del Sol (términos de marzo) y su salida (términos de septiembre) de alrededor de -45 °C (-49 °F). A mediados de invierno, la temperatura se mantiene a alrededor de -65 °C (-85 °F). La temperatura más elevada registrada en la Base Amundsen-Scott es de -14 °C (7 °F), y la más baja, -83 °C (-112 °F). Sin embargo, esta no es la más baja registrada en el planeta, sino que fue registrada en las cumbres situadas en la meseta antártica oriental, entre el Domo A y el Domo F, en las cuales llegó a -93 °C (-135 °F).
El Polo Sur tiene un clima gélido (Clasificación climática de Köppen EF). Se asemeja a un desierto y recibe muy pocas precipitaciones. La humedad del aire es cercana a cero. Sin embargo, los vientos fuertes pueden provocar el soplo de nieve, y la acumulación de nieve asciende a aproximadamente 7 cm por año. La antigua cúpula que se ve en las imágenes de la estación de Amundsen-Scott está parcialmente enterrada debido a las tormentas de nieve, y la entrada a la cúpula tiene que ser excavada regularmente para descubrirla. Los edificios más recientes se levantan sobre pilotes para que la nieve no se acumule contra sus costados.
El polo sur tiene un clima desértico, casi sin recibir precipitaciones. Sin embargo, los vientos fuertes pueden causar nevadas.
Temperaturas media máxima y mínima, y precipitaciones en el polo sur
| Parámetros climáticos promedio de polo sur | Parámetros climáticos promedio de polo sur | Parámetros climáticos promedio de polo sur | Parámetros climáticos promedio de polo sur | Parámetros climáticos promedio de polo sur | Parámetros climáticos promedio de polo sur | Parámetros climáticos promedio de polo sur | Parámetros climáticos promedio de polo sur | Parámetros climáticos promedio de polo sur | Parámetros climáticos promedio de polo sur | Parámetros climáticos promedio de polo sur | Parámetros climáticos promedio de polo sur | Parámetros climáticos promedio de polo sur | Parámetros climáticos promedio de polo sur |
| Mes                                        | Ene.                                       | Feb.                                       | Mar.                                       | Abr.                                       | May.                                       | Jun.                                       | Jul.                                       | Ago.                                       | Sep.                                       | Oct.                                       | Nov.                                       | Dic.                                       | Anual                                      |
| ------------------------------------------ | ------------------------------------------ | ------------------------------------------ | ------------------------------------------ | ------------------------------------------ | ------------------------------------------ | ------------------------------------------ | ------------------------------------------ | ------------------------------------------ | ------------------------------------------ | ------------------------------------------ | ------------------------------------------ | ------------------------------------------ | ------------------------------------------ |
| Temp. máx. abs. (°C)                       | -14                                        | -20                                        | -26                                        | -27                                        | -30                                        | -31                                        | -33                                        | -32                                        | -29                                        | -29                                        | -18                                        | -13                                        | -13.6                                      |
| Temp. máx. media (°C)                      | -25.9                                      | -38.1                                      | -50.3                                      | -54.2                                      | -53.9                                      | -54.4                                      | -55.9                                      | -55.6                                      | -55.1                                      | -48.4                                      | -36.9                                      | -26.5                                      | -46.3                                      |
| Temp. media (°C)                           | -27                                        | -40                                        | -53.5                                      | -57.5                                      | -57                                        | -57.5                                      | -58.5                                      | -58.5                                      | -58.5                                      | -50.5                                      | -38                                        | -27.5                                      | -48.7                                      |
| Temp. mín. media (°C)                      | -29.4                                      | -42.7                                      | -57.0                                      | -61.2                                      | -61.7                                      | -61.2                                      | -62.8                                      | -62.5                                      | -62.4                                      | -53.8                                      | -40.4                                      | -29.3                                      | -52.0                                      |
| Temp. mín. abs. (°C)                       | -41                                        | -57                                        | -71                                        | -75                                        | -78                                        | -82                                        | -80                                        | -77                                        | -79                                        | -71                                        | -55                                        | -38                                        | -82.8                                      |
| Días de nevadas (≥ 0.1 cm)                 | 16                                         | 19                                         | 22                                         | 24                                         | 26                                         | 27                                         | 30                                         | 30                                         | 27                                         | 25                                         | 21                                         | 17                                         | 284                                        |
| Horas de sol                               | 558                                        | 480                                        | 217                                        | 0                                          | 0                                          | 0                                          | 0                                          | 0                                          | 60                                         | 434                                        | 600                                        | 589                                        | 2938                                       |
| Fuente n.º 1:                              |                                            |                                            |                                            |                                            |                                            |                                            |                                            |                                            |                                            |                                            |                                            |                                            |                                            |
| Fuente n.º 2: Cool Antarctica              |                                            |                                            |                                            |                                            |                                            |                                            |                                            |                                            |                                            |                                            |                                            |                                            |                                            |

## Zona horaria
En la mayoría de los lugares de la Tierra, la hora local está medianamente sincronizada con la posición del Sol en el cielo. Esto no se da en el polo sur, ya que tiene un día que dura seis meses y una noche que dura otros seis meses. No hay una razón a priori para posicionar el polo sur en un huso horario, pero por una razón de conveniencia práctica, la Base Amundsen-Scott mantiene la hora de Nueva Zelanda. En términos absolutos, sin embargo, una persona situada en el polo sur podría elegir cualquier huso horario puesto que en ese punto exacto se cruzan todas las longitudes. Entonces la distancia aproximada del origen en el ecuador hasta la coordenada en el polo sur es de 10,018.8km

## Investigación en el polo sur
Del medio centenar de bases científicas que hay en la Antártida, sólo la estación Amundsen-Scott estadounidense se encuentra en el polo Sur.
Durante el verano la población de la estación es de unas 200 personas. La mayoría del personal marcha a mediados de febrero, dejando unas 80 personas al cargo de la instalación durante el invierno, principalmente personal de apoyo más unos cuántos científicos, que mantienen funcionalmente la estación durante los meses de la noche antártica. El personal de invierno resta totalmente aislado entre mediados de febrero y finales de octubre. La estación es completamente autosuficiente durante el invierno, y está alimentada continuamente por tres generadores.
La investigación en la estación incluye estudios de glaciología, geofísica, meteorología, física de la atmósfera, astronomía, astrofísica, y biomedicina. La mayoría de los científicos trabajan en experimentos que aprovechan las condiciones de baja temperatura y bajo contenido de humedad del aire polar, combinado con la altitud superior a los 2743 m, que provoca que el aire sea mucho más transparente que en otros muchos lugares, y los meses de oscuridad permiten a los equipos sensibles funcionar constantemente.
Hay un invernadero pequeño en la estación que produce hortaliza y verdura en cultivo hidropónico, utilizando sólo agua y nutriente y sin tierra. El invernadero es la única fuente de fruta y hortaliza durante el invierno.
El acceso a datos de la estación es proporcionado mediante el sistemas TDRS-F1, Marisat y GOES de la NASA y el sistema IRIDIUM de telefonía.